# Michael Walther (Bildhauer)

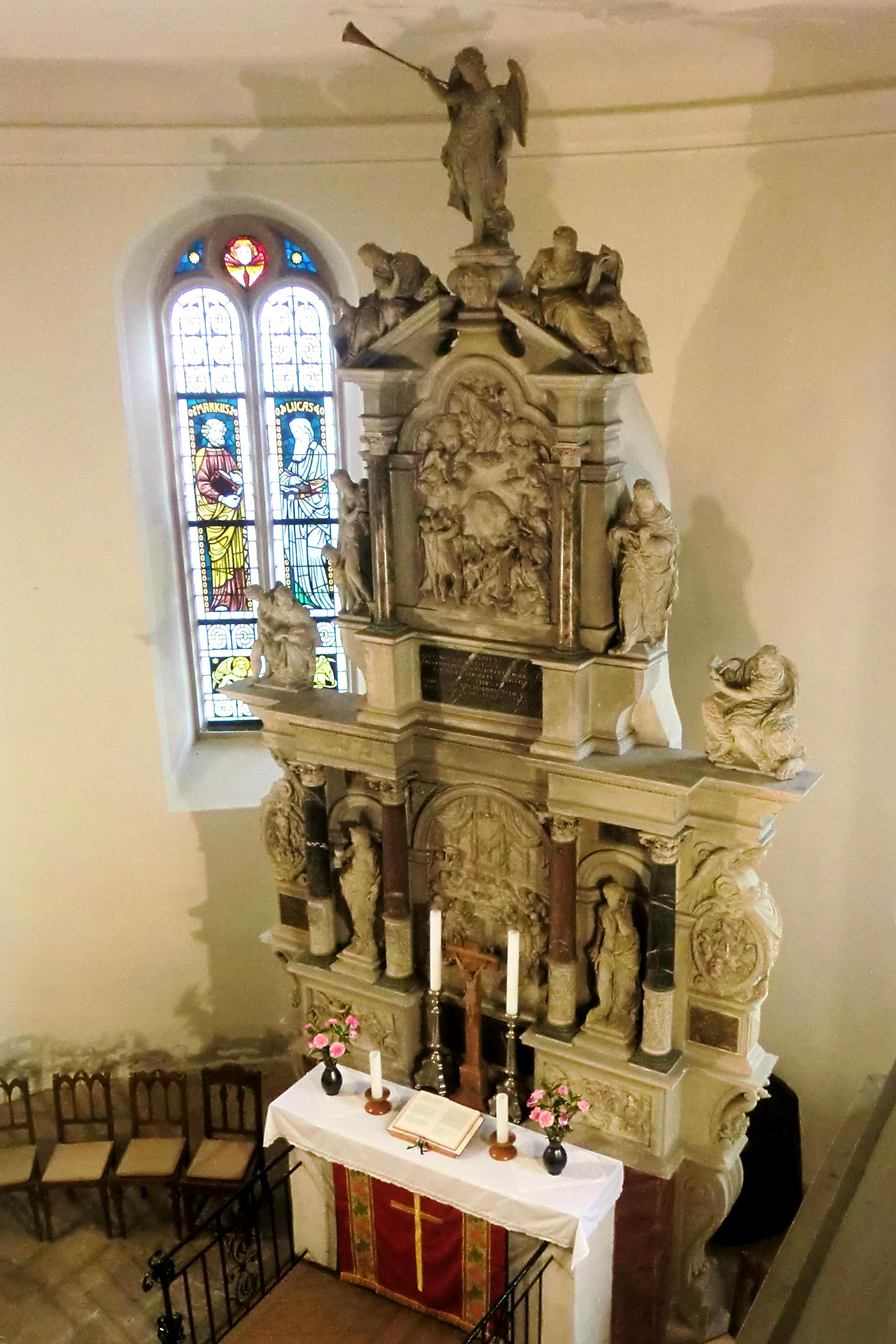
Kirche in Borna bei Oschatz, Altar (1609)

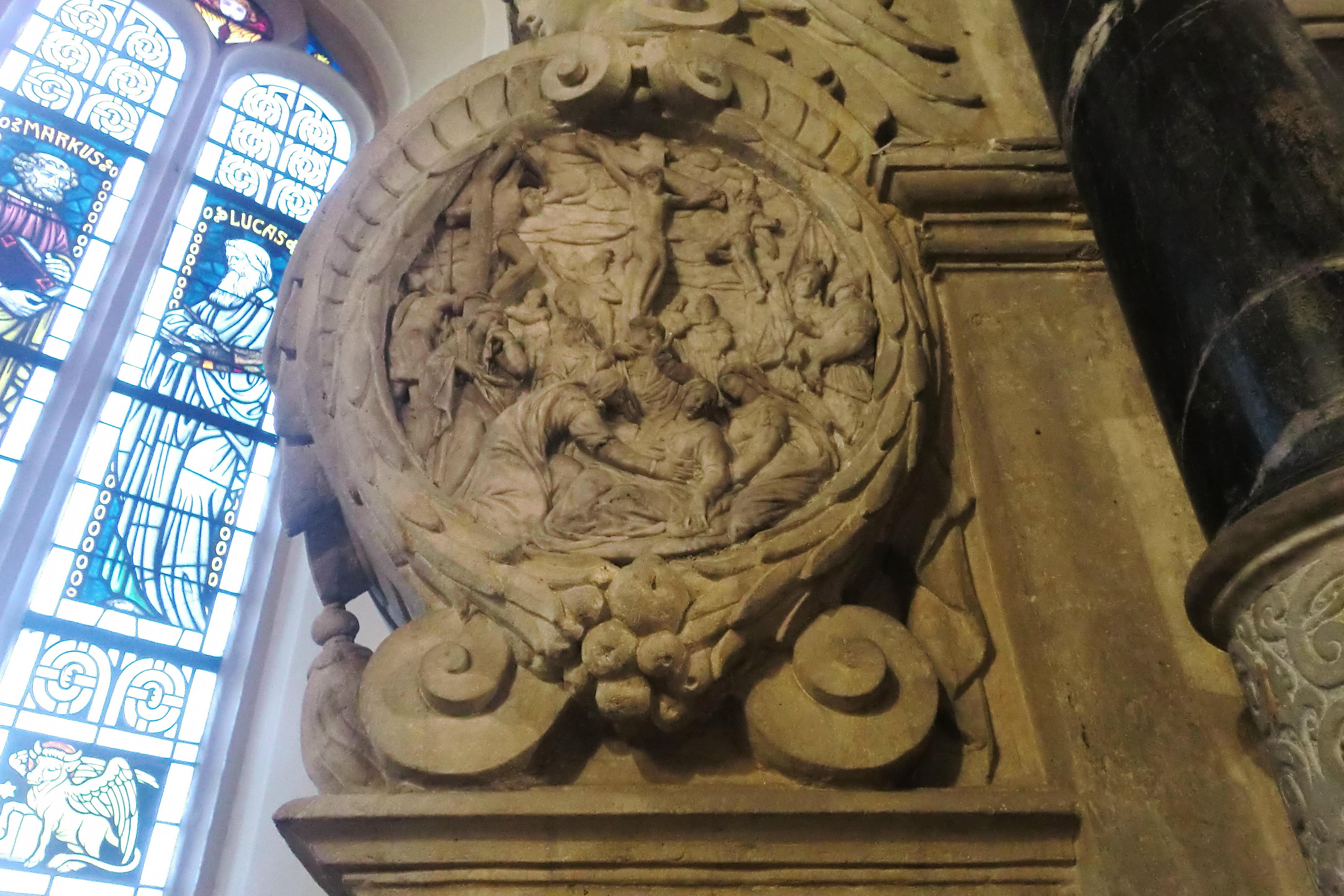
Kirche in Borna bei Oschatz, Detail am Altar (1609)

Michael Walther (* um 1574 in Dresden; †  1624 ebenda) war ein deutscher Bildhauer des Barocks.

## Leben
Michael Walther entstammt der schlesisch-sächsischen Künstlerfamilie Walther. Er wurde als vierter Sohn von Christoph Walther II in Dresden geboren. Er ist der ältere Bruder von Sebastian Walther und der jüngere Bruder von Andreas Walther III und Christoph Walther IV. Seine Kindheit verbrachte er in Dresden. Dort arbeitete er bereits in der elterlichen Bildhauerwerkstatt in der Terrassenstraße 12 mit. Im Jahr 1594 bestand er seine Bildhauerprüfung und arbeitete beim Meister Giovanni Maria Nosseni in dessen Werkstatt. Um 1595 begab er sich nach Italien auf Wanderschaft mit Empfehlungen von Nosseni nach Venedig und Florenz. Im Jahr 1599 wieder in Dresden, bestand er seine Meisterprüfung. Gemeinsam mit den Bildhauern Christoph Walther IV, Christoph Abraham Walther, Giovanni Maria Nosseni, Sebastian Walther, Jacob Bagenin, Zacharias Berholdt und Hans Stilling gründete er im Jahr 1612 in Dresden eine Bildhauerzunft. 
Von seinen Werken ist nur der Altar der Kirche in Borna (bei Oschatz) erhalten geblieben, aber auch hier ist sein Anteil nicht völlig gesichert. Der Altar ist gleichzeitig ein Grabdenkmal. Der Rittergutbesitzer Innocentius Starschedel (geboren um 1543 und verstorben um 1605) war der Stifter des Altares, der zugleich seine Grabstätte ist. Besonders gelobt wird die künstlerische Durchbildung der beiden Figuren der sitzenden Evangelisten, in denen auf das Werk von Michelangelo Bezug genommen wird.
Michael Walther starb 1624 in Dresden und wurde im Waltherschen Familienschwibbogen auf dem Frauenkirchhof beigesetzt.

## Werke (Auswahl)
- 1599: Entwurf für einen Altar für die Nikolaikirche in Leipzig.
- 1606 bis 1606: Mitarbeit am Nossenialtar für die Sophienkirche Dresden.
- 1608 bis 1610: plastischer Schmuck und einzelne Sandsteinfiguren für die Sophienkirche Dresden.
- 1609: Epitaph-Altar in der Kirche von Borna bei Oschatz (Michael Walther oder seinem Bruder Christian IV zugeschrieben)[2]
- 1619: Vier Figuren deutscher Kaiser und sächsischer Fürsten im Obergeschoss des Lusthauses auf der Jungfernbastei der Brühlschen Terrasse (zerstört).